# Герб Вижницького району
Герб Ви́жницького райо́ну — один з офіційних символів Вижницького району Чернівецької області.

## Опис
Герб являє собою чотирикутний геральдичний щит із заокругленими нижніми кутами і загостренням в основі, зеленого кольору. В центрі щита зображено в'їзний знак, всередині якого розташований темно-зелений елемент буковинського орнаменту. Праворуч в'їзного знаку чоловіча, а ліворуч жіноча постаті в національному одязі. Жінка тримає орнаментальну таріль, а чоловік — топірець. На порозі щита зображено 5 синіх дуг.
Зверху щит увінчано стрічкою кольорів національного прапора України. Посередині вгорі розташований смерековий трилисник, форма якого нагадує форму герба України — Тризуба. Нижче порога розміщено вінок з букового листя темно-зеленого кольору.
Герб Вижницького району розробив художник Валерій Жаворонков.

## Символіка
- Зелений колір уособлює карпатські гори.
- В'їзний знак, чоловік та жінка — символ гостинності.
- Орнаментування, національний одяг вказують на розвиток народних ремесел.
- Сині дуги символізують річку Черемош, що тече районом.
- Девізна стрічка вгорі вказує на приналежність регіону до України.
- Трилисник — символ спокою та поваги.
- Буковий вінок символізує успіх і славу.